# Corporación Chilena de la Madera
La Corporación Chilena de la Madera, conocida por su acrónimo Corma, es una asociación gremial chilena que reúne a las empresas y personas relacionadas con el sector forestal y maderero en el país. Fundada en 1952, tiene su sede nacional en la ciudad de Concepción, en la Región del Biobío. Su lema es «Chile, país forestal». 

## Historia
Creada como una institución privada bajo el gobierno de Gabriel González Videla, con el objetivo de aunar a los particulares dedicados al rubro de la madera. Esto incluye a las empresas forestales, los ingenieros de madera y forestales, productores de derivados y subproductos de la madera, como la celulosa, el papel y el cartón, dueños de viveros y aserraderos, transportistas de madera, exportadores, etc. Además de representar al rubro ante las autoridades políticas y contribuir mediante alianzas público-privadas, en el desarrollo de políticas públicas relacionadas. 
A partir del año 1994, la corporación emite el «Certificado de Certificación Laboral CORMA», el cual acredita las habilidades y competencias de los trabajadores de la madera.
En el año 2001, la asociación creó «Madera21», una agrupación dedicada a la promoción del uso de la madera, en áreas como la arquitectura, el diseño, la ingeniería, la construcción y como biomasa para uso de energías renovables, con la innovación y tecnologías presentes en el siglo XXI, difundiendo a su vez políticas de desarrollo sustentable y cuidado del medioambiente.
En mayo de 2019, hizo su ingreso oficial a la Sociedad Nacional de Agricultura (SNA).

## Actividades
La Corma realiza congresos y seminarios, referentes al uso de la madera en Chile, así como también ferias y exposiciones con la misma temática. Asimismo, contribuyen en la educación ambiental referente a los bosques, la silvicultura, la flora y fauna nacional, la prevención de los de incendios forestales, entre otros temas. Asimismo, realizan seguimientos, recopilación de información y denuncias, como también apoyan otras acciones legales vinculadas a la persecución del robo de madera en Chile.

## Biblioteca digital
Cuentan con una biblioteca digital que también sirve de repositorio con todos los trabajos realizados por expertos en relación con el rubro maderero y forestal en Chile.